# Artume
Artume (o anche Aritimi o Artames), nella mitologia etrusca era la dea della notte, della luna (come anche la dea Losna) e della morte.

## Caratteristiche
Era anche la divinità della natura, delle foreste della fertilità e della caccia. Artume era la sorella gemella di Aplu e aveva molte analogie con la dea greca Artemide e con la dea latina Diana.
Artume è anche considerata la divinità protettrice di Arezzo, l'etrusca Aritie.

## Etimologia
Il suo nome è di origine greca. La forma Artumes deriva dal dialetto dorico, mentre la forma Aritimi proviene dal dialetto ionico.